# Indonézia a 2004. évi nyári olimpiai játékokon
Indonézia a görögországi Athénban megrendezett 2004. évi nyári olimpiai játékok egyik részt vevő nemzete volt. Az országot az olimpián 14 sportágban 38 sportoló képviselte, akik összesen 5 érmet szereztek.

## Érmesek
| Érem  | Versenyző               | Sportág     | Versenyszám |
| ----- | ----------------------- | ----------- | ----------- |
| Arany | Taufik Hidayat          | Tollaslabda | Férfi egyes |
| Ezüst | Raema Lisa Rumbewas     | Súlyemelés  | Női 53 kg   |
| Bronz | Sony Dwi Kuncoro        | Tollaslabda | Férfi egyes |
| Bronz | Hian Eng Flandy Limpele | Tollaslabda | Férfi páros |

## Atlétika
Férfi
| Versenyző    | Versenyszám | Előfutam | Előfutam | Előfutam | Negyeddöntő | Negyeddöntő | Negyeddöntő | Elődöntő | Elődöntő | Elődöntő | Döntő   | Döntő    |
| Versenyző    | Versenyszám | Idő      | Hely.    | Össz.    | Idő         | Hely.       | Össz.       | Idő      | Hely.    | Össz.    | Idő     | Helyezés |
| ------------ | ----------- | -------- | -------- | -------- | ----------- | ----------- | ----------- | -------- | -------- | -------- | ------- | -------- |
| Edy Jakariya | 110 m gát   | 14,11    | 8.       | 47.      | kiesett     | kiesett     | kiesett     | kiesett  | kiesett  | kiesett  | kiesett | kiesett  |

Női
| Versenyző        | Versenyszám | Előfutam | Előfutam | Előfutam | Döntő   | Döntő    |
| Versenyző        | Versenyszám | Idő      | Hely.    | Össz.    | Idő     | Helyezés |
| ---------------- | ----------- | -------- | -------- | -------- | ------- | -------- |
| Supriyati Sutono | 5000 m      | 16:34,14 | 19.      | 36.      | kiesett | kiesett  |

## Cselgáncs
Férfi
| Versenyző   | Versenyszám | Selejtező         | 32-es főtábla                           | Nyolcaddöntő      | Negyeddöntő       | Elődöntő          | Vigaszág első kör | Vigaszág negyeddöntő | Vigaszág elődöntő | Bronz- mérkőzés   | Döntő             | Helyezés    |
| Versenyző   | Versenyszám | Ellenfél Eredmény | Ellenfél Eredmény                       | Ellenfél Eredmény | Ellenfél Eredmény | Ellenfél Eredmény | Ellenfél Eredmény | Ellenfél Eredmény    | Ellenfél Eredmény | Ellenfél Eredmény | Ellenfél Eredmény | Helyezés    |
| ----------- | ----------- | ----------------- | --------------------------------------- | ----------------- | ----------------- | ----------------- | ----------------- | -------------------- | ----------------- | ----------------- | ----------------- | ----------- |
| Krisna Bayu | Középsúly   |                   | Cend-Ajúshín Ocsirbat (MGL) · 0001-0101 | kiesett           | kiesett           | kiesett           |                   |                      |                   |                   |                   | helyezetlen |

## Evezés
Női
| Versenyző   | Versenyszám  | Előfutam | Előfutam | Vigaszág | Vigaszág | Elődöntő | Elődöntő | Elődöntő | Döntő | Döntő   | Döntő | Helyezés |
| Versenyző   | Versenyszám  | Idő      | Hely.    | Idő      | Hely.    | Típus    | Idő      | Hely.    | Típus | Idő     | Hely. | Helyezés |
| ----------- | ------------ | -------- | -------- | -------- | -------- | -------- | -------- | -------- | ----- | ------- | ----- | -------- |
| Pere Koroba | Egypárevezős | 8:04,76  | 5.       | 7:54,17  | 3.       | C/D      | 8:09,21  | 3.       | C     | 7:47,92 | 4.    | 16.      |

## Íjászat
Férfi
| Versenyző           | Versenyszám | Selejtező | Selejtező | 64-es főtábla                           | 32-es főtábla     | Nyolcaddöntő      | Negyeddöntő       | Elődöntő          | Döntő             | Helyezés |
| Versenyző           | Versenyszám | Pont      | Kiemelt   | Ellenfél Eredmény                       | Ellenfél Eredmény | Ellenfél Eredmény | Ellenfél Eredmény | Ellenfél Eredmény | Ellenfél Eredmény | Helyezés |
| ------------------- | ----------- | --------- | --------- | --------------------------------------- | ----------------- | ----------------- | ----------------- | ----------------- | ----------------- | -------- |
| Lockoneco Lockoneco | Egyéni      | 641       | 41.       | Michele Frangilli (ITA) (24.) · 141-153 | kiesett           | kiesett           | kiesett           | kiesett           | kiesett           | 45.      |

Női
| Versenyző             | Versenyszám | Selejtező | Selejtező | 64-es főtábla                          | 32-es főtábla     | Nyolcaddöntő      | Negyeddöntő       | Elődöntő          | Döntő             | Helyezés |
| Versenyző             | Versenyszám | Pont      | Kiemelt   | Ellenfél Eredmény                      | Ellenfél Eredmény | Ellenfél Eredmény | Ellenfél Eredmény | Ellenfél Eredmény | Ellenfél Eredmény | Helyezés |
| --------------------- | ----------- | --------- | --------- | -------------------------------------- | ----------------- | ----------------- | ----------------- | ----------------- | ----------------- | -------- |
| Rina Dewi Puspitasari | Egyéni      | 616       | 46.       | Jennifer Nichols (USA) (19.) · 141-160 | kiesett           | kiesett           | kiesett           | kiesett           | kiesett           | 46.      |

## Kajak-kenu

### Síkvízi
Női
| Versenyző       | Versenyszám       | Előfutam | Előfutam | Előfutam | Elődöntő | Elődöntő | Elődöntő | Döntő   | Döntő    |
| Versenyző       | Versenyszám       | Idő      | Hely.    | Össz.    | Idő      | Hely.    | Össz.    | Idő     | Helyezés |
| --------------- | ----------------- | -------- | -------- | -------- | -------- | -------- | -------- | ------- | -------- |
| Sarce Aronggear | Kajak egyes 500 m | 2:03,790 | 8.       | 21.      | kiesett  | kiesett  | kiesett  | kiesett | kiesett  |

## Kerékpározás

### Pálya-kerékpározás
Pontversenyek
| Versenyző         | Versenyszám     | Pont          | Helyezés      |
| ----------------- | --------------- | ------------- | ------------- |
| Santia Tri Kusuma | Női pontverseny | nem ért célba | nem ért célba |

## Ökölvívás
| Versenyző          | Versenyszám | Selejtező                   | Nyolcaddöntő      | Negyeddöntő       | Elődöntő          | Döntő             | Helyezés |
| Versenyző          | Versenyszám | Ellenfél Eredmény           | Ellenfél Eredmény | Ellenfél Eredmény | Ellenfél Eredmény | Ellenfél Eredmény | Helyezés |
| ------------------ | ----------- | --------------------------- | ----------------- | ----------------- | ----------------- | ----------------- | -------- |
| Bonyx Yusak Saweho | Légsúly     | Andrzej Rżany (POL) · 19-25 | kiesett           | kiesett           | kiesett           | kiesett           | 17.      |

## Sportlövészet
Női
| Versenyző          | Versenyszám | Selejtező | Selejtező | Döntő   | Döntő    |
| Versenyző          | Versenyszám | Pont      | Helyezés  | Pont    | Helyezés |
| ------------------ | ----------- | --------- | --------- | ------- | -------- |
| Yosheefin Prasasti | Légpuska    | 392       | 22.*      | kiesett | kiesett  |

* - négy másik versenyzővel azonos eredményt ért el

## Súlyemelés
Férfi
| Versenyző       | Versenyszám | Szakítás | Szakítás | Lökés    | Lökés    | Összesen | Helyezés |
| Versenyző       | Versenyszám | Eredmény | Helyezés | Eredmény | Helyezés | Összesen | Helyezés |
| --------------- | ----------- | -------- | -------- | -------- | -------- | -------- | -------- |
| Jadi Setiadi    | 56 kg       | 117,5    | 9.*      | 145,0    | 8.*      | 262,5    | 8.       |
| Gustar Junianto | 62 kg       | 132,5    | 6.*      | 160,0    | 4.***    | 292,5    | 5.       |
| Sunarto Sunarto | 62 kg       | 125,0    | 10.      | 160,0    | 4.***    | 285,0    | 8.       |

Női
| Versenyző             | Versenyszám | Szakítás                 | Szakítás                 | Lökés    | Lökés    | Összesen | Helyezés |
| Versenyző             | Versenyszám | Eredmény                 | Helyezés                 | Eredmény | Helyezés | Összesen | Helyezés |
| --------------------- | ----------- | ------------------------ | ------------------------ | -------- | -------- | -------- | -------- |
| Rosmainar Rosmainar   | 48 kg       | érvényes kísérlet nélkül | érvényes kísérlet nélkül | kiesett  | kiesett  | kiesett  | kiesett  |
| Raema Lisa Rumbewas   | 53 kg       | 95,0                     | 2.                       | 115,0    | 2.       | 210,0    |          |
| Patmawati Abdul Wahid | 58 kg       | 95,0                     | 6.**                     | 117,5    | 10.*     | 212,5    | 8.       |

* - egy másik versenyzővel azonos eredményt ért el

** - három másik versenyzővel azonos eredményt ért el

*** - négy másik versenyzővel azonos eredményt ért el

## Taekwondo
Férfi
| Versenyző         | Versenyszám | Nyolcaddöntő           | Negyeddöntő       | Elődöntő          | Vigaszág első kör | Vigaszág elődöntő | Bronz- mérkőzés   | Döntő             | Helyezés |
| Versenyző         | Versenyszám | Ellenfél Eredmény      | Ellenfél Eredmény | Ellenfél Eredmény | Ellenfél Eredmény | Ellenfél Eredmény | Ellenfél Eredmény | Ellenfél Eredmény | Helyezés |
| ----------------- | ----------- | ---------------------- | ----------------- | ----------------- | ----------------- | ----------------- | ----------------- | ----------------- | -------- |
| Satriyo Rahadhani | Légsúly     | Paul Green (GBR) · 5-6 | kiesett           | kiesett           |                   |                   |                   |                   | 11.      |

Női
| Versenyző          | Versenyszám | Nyolcaddöntő                | Negyeddöntő       | Elődöntő          | Vigaszág első kör | Bronz- mérkőzés   | Döntő             | Helyezés |
| Versenyző          | Versenyszám | Ellenfél Eredmény           | Ellenfél Eredmény | Ellenfél Eredmény | Ellenfél Eredmény | Ellenfél Eredmény | Ellenfél Eredmény | Helyezés |
| ------------------ | ----------- | --------------------------- | ----------------- | ----------------- | ----------------- | ----------------- | ----------------- | -------- |
| Juana Wangsa Putri | Légsúly     | Gladys Mora (COL) · 2-2 SUP | kiesett           | kiesett           |                   |                   |                   | 10.      |

SUP - döntő fölény

## Tenisz
Női
| Versenyző                        | Versenyszám | 64-es főtábla                             | 32-es főtábla                                                    | Nyolcaddöntő      | Negyeddöntő       | Elődöntő          | Bronz- mérkőzés   | Döntő             | Helyezés |
| Versenyző                        | Versenyszám | Ellenfél Eredmény                         | Ellenfél Eredmény                                                | Ellenfél Eredmény | Ellenfél Eredmény | Ellenfél Eredmény | Ellenfél Eredmény | Ellenfél Eredmény | Helyezés |
| -------------------------------- | ----------- | ----------------------------------------- | ---------------------------------------------------------------- | ----------------- | ----------------- | ----------------- | ----------------- | ----------------- | -------- |
| Angelique Widjaja                | Egyes       | Tamarine Tanasugarn (THA) · 1-6, 6-2, 6-1 | Karolina Šprem (CRO) · 3-6, 1-6                                  | kiesett           | kiesett           | kiesett           | kiesett           | kiesett           | 17.      |
| Wynne Prakusya Angelique Widjaja | Páros       |                                           | Horvátország (CRO) · Jelena Kostanić · Karolina Šprem · 3-6, 2-6 | kiesett           | kiesett           | kiesett           | kiesett           | kiesett           | 17.      |

## Tollaslabda
| Versenyző                      | Versenyszám  | 32-es főtábla                                                              | Nyolcaddöntő                                                          | Negyeddöntő                                                  | Elődöntő                                                | Bronz- mérkőzés                                                    | Döntő                           | Helyezés |
| Versenyző                      | Versenyszám  | Ellenfél Eredmény                                                          | Ellenfél Eredmény                                                     | Ellenfél Eredmény                                            | Ellenfél Eredmény                                       | Ellenfél Eredmény                                                  | Ellenfél Eredmény               | Helyezés |
| ------------------------------ | ------------ | -------------------------------------------------------------------------- | --------------------------------------------------------------------- | ------------------------------------------------------------ | ------------------------------------------------------- | ------------------------------------------------------------------ | ------------------------------- | -------- |
| Taufik Hidayat                 | Férfi egyes  | Jamada Hidetaka (JPN) · 15-8, 15-10                                        | Wong Choong Hann (MAS) · 11-15, 15-7, 15-9                            | Peter Gade (DEN) · 15-12, 15-12                              | Boonsak Ponsana (THA) · 15-9, 15-2                      |                                                                    | Szon Szungmo (KOR) · 15-8, 15-7 |          |
| Sony Dwi Kuncoro               | Férfi egyes  | Mohamed Roslin Hashim (MAS) · 15-6, 9-15, 15-8                             | Jim Ronny Andersen (NOR) · 15-7, 15-6                                 | Pak Theszang (KOR) · 15-13, 15-4                             | Szon Szungmo (KOR) · 6-15, 15-9, 9-15                   | Boonsak Ponsana (THA) · 15-11, 17-16                               |                                 |          |
| Hian Eng Flandy Limpele        | Férfi páros  |                                                                            | Nagy-Britannia (GBR) · Anthony Clark · Nathan Robertson · 15-7, 15-12 | Dél-Korea (KOR) · Im Bangon · Kim Jonghjon · 15-1, 15-10     | Dél-Korea (KOR) · Kim Dongmun · Ha Thekvon · 8-15, 2-15 | Dánia (DEN) · Jens Eriksen · Martin Lundgaard Hansen · 15-13, 15-7 |                                 |          |
| Luluk Hadiyanto Alven Yulianto | Férfi páros  |                                                                            | Dél-Korea (KOR) · I Dongszu · Ju Jongszong · 10-15, 11-15             | kiesett                                                      | kiesett                                                 | kiesett                                                            | kiesett                         | 9.       |
| Sigit Budiarto Trikus Haryanto | Férfi páros  | Lengyelország (POL) · Michał Łogosz · Robert Mateusiak · 11-15, 15-3, 8-15 | kiesett                                                               | kiesett                                                      | kiesett                                                 | kiesett                                                            | kiesett                         | 17.      |
| Jo Novita Lita Nurlita         | Női páros    |                                                                            | Kína (CHN) · Csang Csie-ven · Jang Vej · 2-15, 15-6, 7-15             | kiesett                                                      | kiesett                                                 | kiesett                                                            | kiesett                         | 9.       |
| Nova Widianto Vita Marissa     | Vegyes páros |                                                                            | Nagy-Britannia (GBR) · Robert Blair · Natalie Munt · 15-8, 15-12      | Dánia (DEN) · Jens Eriksen · Mette Schjoldager · 12-15, 8-15 | kiesett                                                 | kiesett                                                            | kiesett                         | 5.       |
| Anggun Nugroho Eny Widiowati   | Vegyes páros | Oroszország (RUS) · Nyikolaj Zujev · Marina Jakuseva · 12-15, 15-7, 15-5   | Kína (CHN) · Csen Csi-csiu · Csao Ting-ting · 2-15, 3-15              | kiesett                                                      | kiesett                                                 | kiesett                                                            | kiesett                         | 9.       |

## Úszás
Férfi
| Versenyző      | Versenyszám    | Előfutam | Előfutam | Előfutam | Elődöntő | Elődöntő | Elődöntő | Döntő   | Döntő    |
| Versenyző      | Versenyszám    | Idő      | Hely.    | Össz.    | Idő      | Hely.    | Össz.    | Idő     | Helyezés |
| -------------- | -------------- | -------- | -------- | -------- | -------- | -------- | -------- | ------- | -------- |
| Andi Wibowo    | 100 m pillangó | 56,86    | 6.       | 54.      | kiesett  | kiesett  | kiesett  | kiesett | kiesett  |
| Donny Utomo    | 200 m pillangó | 2:05,71  | 2.       | 33.      | kiesett  | kiesett  | kiesett  | kiesett | kiesett  |
| Albert Sutanto | 200 m vegyes   | 2:07,55  | 6.       | 40.      | kiesett  | kiesett  | kiesett  | kiesett | kiesett  |

## Vitorlázás
Férfi
| Versenyző     | Versenyszám     | Futam | Futam | Futam | Futam | Futam | Futam | Futam | Futam | Futam | Futam | Futam | Pontszám | Helyezés |
| Versenyző     | Versenyszám     | 1     | 2     | 3     | 4     | 5     | 6     | 7     | 8     | 9     | 10    | 11    | Pontszám | Helyezés |
| ------------- | --------------- | ----- | ----- | ----- | ----- | ----- | ----- | ----- | ----- | ----- | ----- | ----- | -------- | -------- |
| Oka Sulaksana | Szörfvitorlázás | 18    | 19    | 19    | 12    | 25    | 10    | 21    | 26    | 14    | 17    | 12    | 167      | 18.      |